# Мысс
Мысс — деревня в Ершовской волости Псковского района Псковской области России.
Расположена в 16 км к северу от центра города Пскова и в 9 км к востоку от волостного центра деревни Ершово.
| 2001 | 2002 | 2010 |
| ---- | ---- | ---- |
| 5    | ↗6   | ↘5   |